# Petersburg Census Area

Lokaliseringskarta

Karta för det tidigare Wrangell-Petersburg Census Area

Petersburg Census Area var till 2013 ett folkräkningsområde i den amerikanska delstaten Alaska. Dess största ort var Petersburg. Enligt 2000 års folkräkning hade folkräkningsområdet en befolkning på 6 684 invånare på en yta om 23 365 km², då det fortfarande hette Wrangell-Petersburg Census Area. Området bytte namn den 1 juni 2008 då Wrangell bröts ut som en borough. I januari 2013 bildade Petersburg med omgivningar också en borough, och resten av området överfördes till Prince of Wales-Outer Ketchikan Census Area.
Petersburg Census Area gränsade i nordväst till Sitka, i nord till Hoonah-Angoon Census Area, i sydöst till Wrangell och i syd till Prince of Wales-Outer Ketchikan Census Area. Området gränsar även i öst till British Columbia i Kanada.

## Städer och byar
- Kake
- Kupreanof
- Petersburg
- Port Alexander